# Hofanlage Hellingster Weg 6

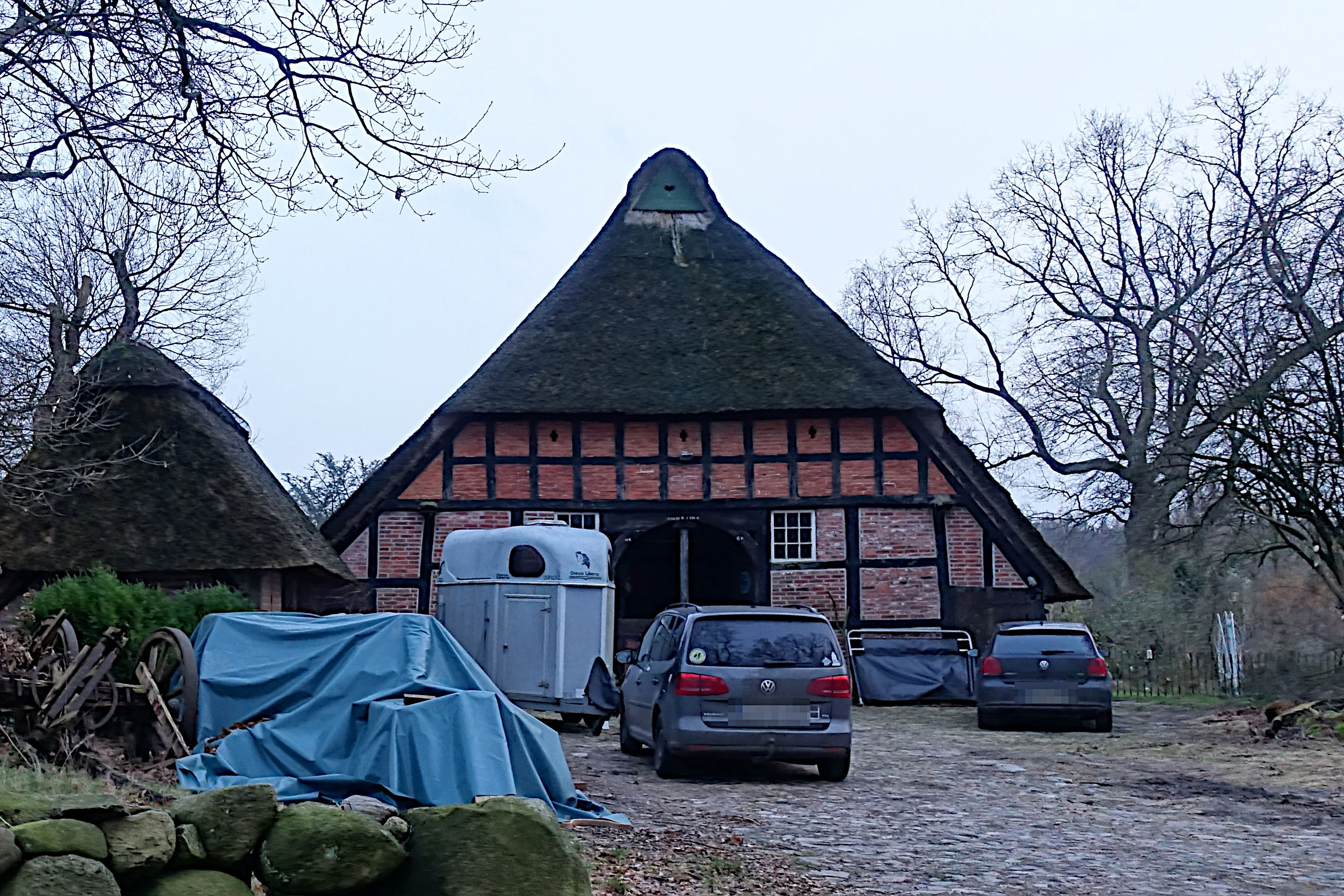
Wohn- und Wirtschaftsgebäude, Nordfassade (2023)

Die Hofanlage Hellingster Weg 6 in der niedersächsischen Gemeinde Beverstedt, im Zentrum des Dorfes Wellen, im Landkreis Cuxhaven, stammt aus dem 16. Jahrhundert. Aktuell (2024) wird sie landwirtschaftlich genutzt.
Die Gebäude stehen unter Denkmalschutz (siehe auch Liste der Baudenkmale in Beverstedt).

## Beschreibung
Die Hofanlage besteht aus:
- dem eingeschossigen traufständigen, wohl ältesten Wohn- und Wirtschaftsgebäude als Zweiständer-Hallenhaus in Fachwerk mit Steinausfachungen mit reetgedecktem Krüppelwalmdach als Niedersachsengiebel mit Uhlenloch und Grooter Door; es wurde 1522 (Innengerüst, d) bzw. als Wirtschaftsgiebel 1704 (Inschrift) gebaut; ein Kammfach kam 1764 hinzu,[2][3]
- dem traufständigen Stall von um 1750 in Fachwerkbau mit Steinausfachungen, reetgedecktem Walmdach mit Uhlenloch und seitlichem Tor[4]
- der Einfriedung aus Feldsteinmauern,
- dem alten Baumbestand,
- sowie weiteren nicht denkmalgeschützten Anlagen.

Das Landesdenkmalamt befand u. a.: „… baumbestandenen Gesamtanlage inklusive der Einfriedungsmauer aus Feldsteinen … geschichtlichen und städtebaulichen Gründen wegen des orts-, bau- und kunstgeschichtlichen, gebäudetypischen, straßen- und ortsbildprägenden Zeugniswert ….“